# 이매임
이매임(李梅任, 1788년 ~ 1839년 7월 20일)은 조선의 천주교 박해 때에 순교한 한국 천주교의 103위 성인 중에 한 사람이다. 세례명은 테레사(Theresia)이다.

## 생애
이매임은 어느 이교도 집안에서 태어났다. 그녀는 허계임 막달레나의 시누이이며 이정희 바르바라와 이영희 막달레나 자매의 고모이다. 이정희와 이영희는 허계임의 딸들이다. 이매임은 결혼 했지만 20세에 과부가 되었고, 경기도 봉천의 친정으로 돌아와서 천주교를 접하고는 신자가 되었다. 그녀는 올케 허계임과 조카 이정희와 이영희 자매가 천주교에 입교하는데 일조했고, 올케와 함께 판공성사를 보기 위해 상경하는 등 독실한 신앙생활을 이어나갔다.
1939년 기해년에 박해가 일어나자 그녀는 김성임 마르타와 김 루치아, 허계임 막달레나, 이정희 바르바라, 이영희 막달레나, 그리고 이 바르바라와 함께 순교를 결심한 뒤, 4월 11일에 앞서 체포된 남명혁 다미아노의 집을 경계하던 포졸들에게 자수하였다. 그들은 포도청과 형조에서 극심한 형벌과 고문을 견디며 신앙을 증언하였고 배교의 압력에도 굴하지 않았다. 그러므로 그들은 모두 사형을 선고 받았고, 그녀는 1939년 7월 20일에 한양 서소문 밖의 사형장에서 7명의 교우들과 함께 망나니의 칼을 받아 순교하였다. 그때 그녀의 나이는 52세였다.

## 시복 · 시성
이매임 테레사는 1925년 7월 5일에 로마 성 베드로 광장에서 교황 비오 11세가 집전한 79위 시복식을 통해 복자 품에 올랐고, 1984년 5월 6일에 서울특별시 여의도에서 한국 천주교 창립 200주년을 기념하여 방한한 교황 요한 바오로 2세가 집전한 미사 중 이뤄진 103위 시성식을 통해 성인 품에 올랐다.

## 참고 문헌
- 가톨릭 사전: 이매임